# Stéphane Billette
Pour les articles homonymes, voir Billette.
Stéphane Billette (né le 21 avril 1971) est un homme politique québécois. 
Des élections générales de 2008 jusqu'à celle de 2018, il est député du Parti libéral du Québec pour la circonscription de Huntingdon, en Montérégie. Du 11 octobre 2017 jusqu'au 1er octobre 2018, il occupe le poste de ministre délégué aux Petites et Moyennes Entreprises, à l'Allègement réglementaire et au Développement économique régional.

## Biographie
Stéphane Billette est originaire de Howick. Il détient un baccalauréat en administration des affaires avec option finance de l’Université du Québec à Hull ainsi qu’une maîtrise en administration des affaires (MBA) obtenue à l’École supérieure de commerce de Reims et à l’Université d’Ottawa en 1995. Il a également été propriétaire et exploitant d’une ferme de grande culture de 1995 à 2013.
Stéphane Billette débuta sur le marché du travail comme agent de développement économique à la Société de développement économique de Beauharnois-Salaberry. Il occupera également, au Centre local de développement Beauharnois-Salaberry, le poste de commissaire industriel avant d’en devenir le directeur par intérim de façon intermittente de 1999 à 2001. Il deviendra par la suite le directeur général du Centre local de développement du Haut-Saint-Laurent jusqu’en 2004. Il fut ensuite propriétaire d’une entreprise de distribution avant d’être élu pour une première fois en 2008. 
Une fois élu, M. Billette a exercé des fonctions parlementaires telles que membre de la commission de l’agriculture, des pêcheries et de l’alimentation, membre de la commission des transports et de l’environnement, membre de la commission de l’administration publique  ainsi que membre de la commission des finances publiques. Il a aussi agi à titre de vice-président de la commission de l’énergie et de l’environnement de l’Eastern Regional Conference entre avril 2009 et août 2012. Stéphane Billette a également été nommé adjoint parlementaire du ministre du Développement durable, de l’Environnement et des Parcs le 16 février 2011, fonction qu’il a exercée jusqu’au 1er août 2012.
À la suite de l’élection du 4 septembre 2012, M. Billette a été nommé porte-parole de l’opposition officielle en matière d’agriculture et de pêcheries. Il a également été nommé membre du Bureau de l’Assemblée nationale le 13 février 2014.
Lors de la course à la chefferie du Parti libéral du Québec visant à déterminer le successeur de M. Jean Charest, Stéphane Billette a agi à titre d’organisateur en chef de la campagne de Philippe Couillard. 
Aux élections générales du printemps 2014, le premier ministre, M. Couillard lui a confié le poste de président de la campagne électorale du Parti libéral du Québec. 
Du 14 avril 2014 au 11 octobre 2017, il exerce la fonction de whip en chef du gouvernement. 
Le 11 octobre 2017, lors d'un remaniement ministériel, M. Billette est assermenté en tant que ministre délégué aux Petites et Moyennes Entreprises, à l'Allègement réglementaire et au Développement économique régional. 
Lors des élections générales québécoises du 1er octobre 2018 qui ont vu la Coalition avenir Québec (CAQ) prendre le pouvoir, M. Billette est défait dans sa circonscription de Huntington au profit de la candidate de la CAQ, Claire IsaBelle.

## Résultats électoraux
|                                                                                               | Nom                         | Parti            | Nombre de voix | %      | Maj. |
| --------------------------------------------------------------------------------------------- | --------------------------- | ---------------- | -------------- | ------ | ---- |
|                                                                                               | Claire IsaBelle             | Coalition avenir | 10 893         | 37,7 % | 711  |
|                                                                                               | Stéphane Billette (sortant) | Libéral          | 10 182         | 35,2 % | -    |
|                                                                                               | Aiden Hodgins-Ravensbergen  | Québec solidaire | 3 676          | 12,7 % | -    |
|                                                                                               | Huguette Hébert             | Parti québécois  | 3 188          | 11 %   | -    |
|                                                                                               | Victoria Mary Haliburton    | Vert             | 444            | 1,5 %  | -    |
|                                                                                               | Jérémie Ouellette           | Conservateur     | 396            | 1,4 %  | -    |
|                                                                                               | Charles Orme                | NPD Québec       | 126            | 0,4 %  | -    |
| Total                                                                                         | Total                       | Total            | 28 905         | 100 %  |      |
| Le taux de participation lors de l'élection était de 67,6 % et 508 bulletins ont été rejetés. |                             |                  |                |        |      |